# Dag Bjørndalen
Dag Bjørndalen (* 2. April 1970 in Drammen, Norwegen) ist ein ehemaliger norwegischer Biathlet.
Der für den Skiklub Simostranda startende Dag Bjørndalen begann 1986 mit dem Biathlon. Er ist der vier Jahre ältere Bruder von Ole Einar Bjørndalen, konnte aber, trotz überragendem Schießen, nie dessen Erfolge erreichen. Seine größten Triumphe waren Olympiasilber 1998 in der Staffel (mit seinem Bruder Ole Einar, Halvard Hanevold und Egil Gjelland) und die Team-Weltmeisterschaft 1995 sowie diverse Medaillen national wie international. Zwischen 2002 und 2004 kam er nur noch zu vier Einsätzen im Weltcup, bei denen er aber fast immer Punkte holte.
Heute arbeitet Bjørndalen als Trainer am Norwegischen Skigymnasium in Geilo. Er selbst läuft noch vereinzelt nationale Rennen.

## Erfolge
- Olympiasilber 1998 in der Staffel
- Weltmeister 1995 im Team
- Vize-Europameister 2004 (Staffel)
- vierfacher norwegischer Meister

## Biathlon-Weltcup-Platzierungen
Die Tabelle zeigt alle Platzierungen (je nach Austragungsjahr einschließlich Olympische Spiele und Weltmeisterschaften).
- 1.–3. Platz: Anzahl der Podiumsplatzierungen
- Top 10: Anzahl der Platzierungen unter den ersten zehn (einschließlich Podium)
- Punkteränge: Anzahl der Platzierungen innerhalb der Punkteränge (einschließlich Podium und Top 10)
- Starts: Anzahl gelaufener Rennen in der jeweiligen Disziplin

| Platzierung                                   | Einzel | Sprint | Verfolgung | Massenstart | Team | Staffel | Gesamt |
| --------------------------------------------- | ------ | ------ | ---------- | ----------- | ---- | ------- | ------ |
| 1. Platz                                      |        |        |            |             |      | 3       | 3      |
| 2. Platz                                      |        | 1      |            |             | 1    | 5       | 7      |
| 3. Platz                                      |        |        |            |             |      | 5       | 5      |
| Top 10                                        | 4      | 6      | 4          | 1           | 1    | 16      | 32     |
| Punkteränge                                   | 15     | 26     | 20         | 4           | 1    | 16      | 82     |
| Starts                                        | 27     | 54     | 29         | 4           | 1    | 16      | 131    |
| Stand: Daten möglicherweise nicht vollständig |        |        |            |             |      |         |        |

## Privatleben
Dag Bjørndalen ist verheiratet und zweifacher Vater. Seine Söhne Dag Sander (* 1998) und Sivert (* 2003) sind auch Biathleten.